# Гана на Светском првенству у атлетици у дворани 2016.
Гана је петнаести пут учествовала на 16. Светском првенству у атлетици у дворани 2016. одржаном у Портланду од 17. до 20. марта. Репрезентацију Гане представљала су 3 атлетичара (2 мушкарца и 1 жена), који сз се такмичили 3 дисциплине (2 мушке и 1 женска).,
На овом првенству такмичари Гане нису освојили ниједну медаљу нити су постигли неки резултат.

## Учесници
| Мушкарци: - Sean Safo-Antwi — 60 м - Емануел Дасор — 400 м | Жене: - Флингс Овусу-Агјапонг — 60 м |

## Резултати

### Мушкарци
| Атлетичар       | Дисциплина | Лични рекорд | Квалификација  | Квалификација  | Полуфинале           | Полуфинале           | Финале               | Финале               | Детаљи |
| Атлетичар       | Дисциплина | Лични рекорд | Резултат       | Место          | Резултат             | Место                | Резултат             | Место                | Детаљи |
| --------------- | ---------- | ------------ | -------------- | -------------- | -------------------- | -------------------- | -------------------- | -------------------- | ------ |
| Sean Safo-Antwi | 60 м       | 6,55         | Није стартовао | Није стартовао | Није се квалификовао | Није се квалификовао | Није се квалификовао | Није се квалификовао |        |
| Емануел Дасор   | 400 м      | 46,21 НР     | 47,86          | 6. у гр. 3     | Није се квалификовао | Није се квалификовао | Није се квалификовао | 22 / 26 (30)         |        |

### Жене
| Атлетичарка           | Дисциплина | Лични рекорд | Квалификација | Квалификација | Полуфинале            | Полуфинале            | Финале                | Финале       | Детаљи |
| Атлетичарка           | Дисциплина | Лични рекорд | Резултат      | Место         | Резултат              | Место                 | Резултат              | Место        | Детаљи |
| --------------------- | ---------- | ------------ | ------------- | ------------- | --------------------- | --------------------- | --------------------- | ------------ | ------ |
| Флингс Овусу-Агјапонг | 60 м       | 7,18         | 7,36 (.355)   | 4. у гр. 1    | Није се квалификовала | Није се квалификовала | Није се квалификовала | 26 / 44 (45) |        |